# Metaxymecus
Genre
Les Metaxymecus sont un genre d'orthoptères caelifères de la famille des Acrididae.

## Distribution
Les espèces de ce genre se rencontrent en Afrique.

## Liste des espèces
Selon Orthoptera Species File (3 avril 2010) :
- Metaxymecus brevipennis Grunshaw, 1995
- Metaxymecus gracilipes (Brancsik, 1895)
- Metaxymecus patagiatus Karsch, 1893
- Metaxymecus shabensis (Bouvy, 1982)

## Référence
- Karsch, 1893 : Die Insecten der Berglandschaft Adeli im Hinterlande von Togo (Westafrika) nach dem von den Harren Hauptmann Eugen Kling (1888 und 1889) und Dr. Richard Büttner (1890 und 1891) gesammelten Materiale. I. Abteilung. Apterygota, Odonata, Orthoptera Salt. Berliner Entomologische Zeitschrift, vol.38, p. 17-48.